# Список произведений Дмитрия Шостаковича

## Для оркестра

### Симфонии
- Симфония № 1 f-moll, соч. 10 (1924—1925). Премьера — 12 мая 1926, Ленинград, Большой зал филармонии. Оркестр Ленинградской филармонии, дирижёр Н. Малько
- Симфония № 2 H-dur «Октябрю», соч. 14, с финальным хором на слова А. Безыменского (1927). Премьера — 5 ноября 1927, Ленинград, Большой зал филармонии. Оркестр и хор Ленинградской филармонии, дирижёр Н. Малько
- Симфония № 3 Es-dur «Первомайская», соч. 20, с финальным хором на слова С. Кирсанова (1929). Премьера — 21 января 1930, Ленинград. Оркестр и хор Ленинградской филармонии, дирижёр А. Гаук
- Симфония № 4 c-moll, соч. 43 (1935—1936). Премьера — 30 декабря 1961, Москва, Большой зал Консерватории. Оркестр Московской филармонии, дирижёр К. Кондрашин
- Симфония № 5 d-moll, соч. 47 (1937). Премьера — 21 ноября 1937, Ленинград, Большой зал филармонии. Оркестр Ленинградской филармонии, дирижёр Е. Мравинский
- Симфония № 6 h-moll, соч. 54 (1939) в трёх частях. Премьера — 21 ноября 1939, Ленинград, Большой зал филармонии. Оркестр Ленинградской филармонии, дирижёр Е. Мравинский
- Симфония № 7 C-dur «Ленинградская», соч. 60 (1941). Премьера — 5 марта 1942, Куйбышев, Дом культуры. Оркестр Большого театра, дирижёр С. Самосуд
- Симфония № 8 c-moll, соч. 65 (1943), посвящена Е. Мравинскому. Премьера — 4 ноября 1943, Москва, Большой зал консерватории. Государственный академический симфонический оркестр СССР, дирижёр Е. Мравинский
- Симфония № 9 Es-dur, соч. 70 (1945) в пяти частях. Премьера — 3 ноября 1945, Ленинград, Большой зал филармонии. Оркестр Ленинградской филармонии, дирижёр Е. Мравинский
- Симфония № 10 e-moll, соч. 93 (1953). Премьера — 17 декабря 1953, Ленинград, Большой зал филармонии. Оркестр Ленинградской филармонии, дирижёр Е. Мравинский
- Симфония № 11 g-moll «1905 год», соч. 103 (1956—1957). Премьера — 30 октября 1957, Москва, Большой зал Консерватории. Государственный академический симфонический оркестр СССР, дирижёр Н. Рахлин
- Симфония № 12 d-moll «1917 год», соч. 112 (1959—1961), посвящена памяти В. И. Ленина. Премьера — 1 октября 1961, Ленинград, Большой зал филармонии. Оркестр Ленинградской филармонии, дирижёр Е. Мравинский
- Симфония № 13 b-moll, соч. 113 (1962) в пяти частях, для баса, хора басов и оркестра на стихи Е. Евтушенко. Премьера — 18 декабря 1962, Москва, Большой зал Консерватории. В. Громадский (бас), Государственный хор и хор Гнесинского института, оркестр Московской филармонии, дирижёр К. Кондрашин.
- Симфония № 14, соч. 135 (1969) в одиннадцати частях, для сопрано, баса, струнных и ударных на стихи Ф. Г. Лорки, Г. Аполлинера, В. Кюхельбекера и Р. М. Рильке. Премьера — 29 сентября 1969, Ленинград, Большой зал академии хорового искусства имени М. И. Глинки. Г. Вишневская (сопрано), Е. Владимиров (бас), Московский камерный оркестр, дирижёр Р. Баршай.
- Симфония № 15 A-dur, соч. 141 (1971). Премьера — 8 января 1972, Москва, Симфонический оркестр Государственного телевидения и Всесоюзного радио, дирижёр М. Д. Шостакович

### Прочие
- Скерцо fis-moll, соч. 1 (1919)
- Тема с вариациями B-dur, соч. 3 (1921—1922)
- Скерцо Es-dur, соч. 7 (1923—1924)
- Сюита из балета «Золотой век», соч. 22а (1930)
- Две пьесы для оперы Э. Дресселя «Бедный Колумб», соч. 23 (1929)
- Сюита из балета «Болт» (Балетная сюита № 5), соч. 27а (1931)
- Сюита из музыки к фильму «Златые горы», соч. 30а (1931)
- Сюита из музыки к спектаклю «Гамлет», соч. 32а (1932)
- Сюита № 1 для джаз-оркестра (1934; сохранилась в клавире)

1. Вальс
2. Полька
3. Фокстрот

- Пять фрагментов, соч. 42 (1935)
- Сюита № 2 для джаз-оркестра (1938; сохранилась в клавире)

1. Скерцо
2. Колыбельная
3. Серенада

- Торжественный марш для духового оркестра (1942)
- Балетная сюита № 2 (1951)
- Балетная сюита № 3 (1951)
- Балетная сюита № 4 (1953)
- Праздничная увертюра A-dur, соч. 96 (1954)
- Сюита для эстрадного оркестра (1950-е гг.)

1. Марш. Giocoso. Alla marcia
2. Танец I. Presto
3. Танец II. Allegretto scherzando
4. Маленькая полька. Allegretto
5. Лирический вальс. Allegretto
6. Вальс I. Sostenuto
7. Вальс II. Allegretto poco moderato
8. Финал. Allegro moderato

- Увертюра на русские и киргизские темы, соч. 115 (1963)
- Траурно-триумфальная прелюдия памяти героев Сталинградской битвы, соч. 130 (1967)
- Октябрь. Симфоническая поэма, соч. 131 (1967)
- Марш советской милиции, для духового оркестра, соч. 139 (1970)

## Для музыкального театра

### Оперы и оперетты
- Нос — опера в 3-х действиях на либретто Шостаковича, Прейса, Ионина и Замятина по одноимённой повести Н. В. Гоголя, соч. 15 (1927—1928). Первая постановка: Ленинград, Малый оперный театр, 18 января 1930.
- Леди Макбет Мценского уезда — опера в 4-х действиях на либретто Шостаковича и Прейса по одноимённому роману Н. С. Лескова, соч. 29 (1930—1932); первая постановка: Ленинград, Малый оперный театр, 22 января 1934. Вторая редакция оперы ставилась под названием «Катерина Измайлова», соч. 114 (1953—1962); первая постановка: Москва, Московский академический музыкальный театр им. К. С. Станиславского и В. И. Немировича-Данченко, 8 января 1963.
- Москва, Черёмушки — оперетта в 3-х действиях на либретто В. Масса и М. Червинского, соч. 105 (1957—1958).[1] Первая постановка: Москва, Московский театр оперетты, 24 января 1959 года.

### Кантатно-ораториальные жанры
- Песнь о лесах — оратория для тенора, баса, хора мальчиков, смешанного хора и оркестра (1949);
- Казнь Степана Разина — вокально-симфоническая поэма

### Балеты
- Золотой век. Балет в 3 действиях на либретто А. Ивановского, соч. 22 (1929—1930). Премьера: Ленинград, Государственный академический театр оперы и балета, 26 октября 1930, балетмейстер Василий Вайнонен. Первое представление возрождённой версии: Москва, Большой театр, 14 октября 1982, балетмейстер Юрий Григорович
- Болт. Хореографический спектакль в 3 действиях на либретто В. Смирнова, соч. 27 (1930—1931). Премьера: Ленинград, Государственный академический театр оперы и балета, 8 апреля 1931, балетмейстер Фёдор Лопухов.
- Светлый ручей. Комический балет в трёх действиях с прологом на либретто Ф. Лопухова и А. Пиотровского, соч. 39 (1934—1935). Премьера: Ленинград, Малый оперный театр, 4 июня 1935, балетмейстер Ф. Лопухов.

## Для инструмента с оркестром
- Концерт № 1 для фортепиано с оркестром (Концерт для фортепиано, струнного оркестра и трубы) c-moll, соч. 35 (1933). Премьера — 15 октября 1933, Ленинград, БЗФ (Шостакович / Шмидт (труба) / Штидри).
- Концерт № 2 для фортепиано с оркестром F-dur, соч. 102 (1957). Премьера — 10 мая 1957, Москва, БЗК (М. Шостакович / Аносов).
- Концерт № 1 для скрипки с оркестром a-moll, соч. 77 (1947—1948). Премьера — 29 октября 1955, Ленинград, Большой зал филармонии (Ойстрах / Мравинский)
- Концерт № 2 для скрипки с оркестром cis-moll, соч. 129 (1967). Премьера — 26 сентября 1967, Москва, БЗК (Ойстрах / Кондрашин)
- Концерт № 1 для виолончели с оркестром Es-dur, соч. 107 (1959). Премьера — 4 октября 1959, Ленинград, БЗФ (Ростропович / Мравинский)
- Концерт № 2 для виолончели с оркестром G-dur, соч. 126 (1966). Премьера — 25 сентября 1966, Москва, БЗК (Ростропович / Светланов)

## Для фортепиано
- Соната № 1 D-dur, соч. 12 (1926). Премьера: Ленинград, 12 декабря 1926 (автор)
- Соната № 2 h-moll, соч. 61 (1943). Премьера: Москва, 6 июня 1943 (автор)
- Пять прелюдий (1919—1921), совместно с П. Фельдтом и Г. Клеменсом
- Три фантастических танца, соч. 5 (1920—1922)
- «Афоризмы», десять пьес, соч. 13 (1927)
- Двадцать четыре прелюдии, соч. 34 (1932—1933)
- «Детская тетрадь», семь пьес, соч. 69 (1944—1945)
- Двадцать четыре прелюдии и фуги, соч. 87 (1950—1951). Первое исполнение — Ленинград, 23 и 28 декабря 1952, Т. Николаева
- «Семь танцев кукол» (1952)
- Сюита fis-moll для двух фортепиано, соч. 6 (1922)
- «Весёлый марш» для двух фортепиано (1949)
- Концертино для двух фортепиано, соч. 94 (1954)
- Тарантелла для двух фортепиано (1954)

## Для инструментального ансамбля

### Струнные квартеты
- Струнный квартет № 1 C-dur, соч. 49 (1938). Премьера: 10 октября 1938, Ленинград (Квартет имени Глазунова)
- Струнный квартет № 2 A-dur, соч. 68 (1944). Премьера: 14 ноября 1944, Ленинград (Квартет имени Бетховена)
- Струнный квартет № 3 F-dur, соч. 73 (1946). Премьера: 16 декабря 1946, Москва (Квартет имени Бетховена)
- Струнный квартет № 4 D-dur, соч. 83 (1949). Премьера: 3 декабря 1953, Москва (Квартет имени Бетховена)
- Струнный квартет № 5 B-dur, соч. 92 (1952). Премьера: 13 ноября 1953, Москва (Квартет имени Бетховена)
- Струнный квартет № 6 G-dur, соч. 101 (1956). Премьера: 7 октября 1956, Ленинград (Квартет имени Бетховена)
- Струнный квартет № 7 fis-moll, соч. 108 (1960). Премьера: 15 мая 1960, Ленинград (Квартет имени Бетховена)
- Струнный квартет № 8 c-moll, соч. 110 (1960). Премьера: 2 октября 1960, Ленинград (Квартет имени Бетховена)
- Струнный квартет № 9 Es-dur, соч. 117 (1964). Премьера: 20 ноября 1964, Москва (Квартет имени Бетховена)
- Струнный квартет № 10 As-dur, соч. 118 (1964). Премьера: 20 ноября 1964, Москва (Квартет имени Бетховена)
- Струнный квартет № 11 f-moll, соч. 122 (1966). Премьера: 28 мая 1966, Ленинград (Квартет имени Бетховена)
- Струнный квартет № 12 Des-dur, соч. 133 (1968). Премьера: 15 сентября 1968, Москва (Квартет имени Бетховена)
- Струнный квартет № 13 b-moll, соч. 138 (1970). Премьера: 13 декабря 1970, Ленинград (Квартет имени Бетховена)
- Струнный квартет № 14 Fis-dur, соч. 142 (1973). Премьера: 12 ноября 1973, Ленинград (Квартет имени Бетховена
- Струнный квартет № 15 es-moll, соч. 144 (1974). Премьера: 15 ноября 1974, Ленинград (Квартет имени Танеева)

### Прочие
- Фортепианный квинтет g-moll, соч. 57 (1940). Первое исполнение ― 23 ноября 1940, Москва. Квартет имени Бетховена, Д. Шостакович (фортепиано)
- Фортепианное трио № 1, соч. 8 (1923)
- Фортепианное трио № 2 e-moll, соч. 67 (1944), памяти И. И. Соллертинского. Первое исполнение ― Ленинград, 14 ноября 1944. Д. Цыганов (скрипка), С. Ширинский (виолончель), Д. Шостакович (фортепиано)
- Две пьесы для струнного октета, соч. 11 (1924―1925)
- Соната для виолончели и фортепиано d-moll, соч. 40 (1934). Первое исполнение ― 25 декабря 1934, Ленинград. В. Кубацкий, Д. Шостакович
- Соната для скрипки и фортепиано, соч. 134 (1968). Первое исполнение ― 3 мая 1969, Москва. Д. Ф. Ойстрах, С. Т. Рихтер
- Соната для альта и фортепиано, соч. 147 (1975). Первое исполнение ― 1 октября 1975, Ленинград. Ф. С. Дружинин, М. Мунтян

## Для хора / вокального ансамбля
- "Славься, Отчизна советов", для хора и фортепиано (1943; слова Е. Долматовского)
- Поэма о Родине. Кантата для меццо-сопрано, тенора, двух баритонов, баса, хора и оркестра, соч. 74 (1947)
- Антиформалистический раёк, для четырёх басов, чтеца, хора и фортепиано (1948/1968)
- Песнь о лесах. Оратория на слова Е. Долматовского для тенора, баса, хора мальчиков, смешанного хора и оркестра, соч. 81 (1949)
- Десять поэм на слова революционных поэтов, для хора без сопровождения (1951)
- Над Родиной нашей солнце сияет. Кантата на слова Е. Долматовского для хора мальчиков, смешанного хора и оркестра, соч. 90 (1952)
- Мы Родину славим, для хора и фортепиано (слова В. Сидорова; 1957)
- Мы в сердце октябрьские зори храним, для хора и фортепиано (слова В. Сидорова; 1957)
- Две обработки русских народных песен, для хора без сопровождения, соч. 104 (1957)
- Заря Октября, для хора и фортепиано (слова В. Харитонова; 1957)
- «Казнь Степана Разина», вокально-симфоническая поэма на слова Е. Евтушенко для баса, хора и оркестра, соч. 119 (1964)
- «Верность», восемь баллад на слова Е. Долматовского для мужского хора без сопровождения, соч. 136 (1970)

## Для голоса
- Две басни Крылова, для меццо-сопрано, хора и оркестра, соч. 4 (1922)

1. Стрекоза и муравей
2. Осел и соловей

- Сюита из оперы «Нос» для тенора и баритона с оркестром, соч. 15а (1928)
- Шесть романсов на слова японских поэтов, для тенора и оркестра, соч. 21 (1932); версия для тенора и фортепиано опубликована как соч. 21а

1. Любовь
2. Перед самоубийством
3. Нескромный взгляд
4. В первый и последний раз
5. Безнадежная любовь
6. Смерть

- Четыре романса на слова А. С. Пушкина, для баса и фортепиано, соч. 46 (1937)

1. Возрождение
2. Юношу, горько рыдая, ревнивая дева бранила
3. Предчувствие
4. Стансы

- Семь обработок финских народных песен (Сюита на финские темы), для сопрано, тенора и камерного оркестра (1939)
- Клятва наркому, для баса, хора и фортепиано (1941; слова В. Саянова)
- Песня гвардейской дивизии («Идут бесстрашные гвардейские полки»), для баса, хора и фортепиано (1941; слова Рахмилевича
- Шесть романсов на стихи английских поэтов, для баса и фортепиано, соч. 62 (1942). Оркестровая версия — соч. 62а (1943). Вторая редакция для голоса с оркестром издана как соч. 140 (1971)

1. Сыну (У. Ралей, пер. Б. Пастернака)
2. В полях (Р. Бёрнс, пер. С. Маршака)
3. Макферсон перед казнью (Р. Бёрнс, пер. С. Маршака)
4. Дженни (Р. Бёрнс, пер. С. Маршака)
5. Сонет № 66 (У. Шекспир, Б. Пастернака)
6. Королевский поход (сл. народные, пер. С. Маршака)

- «Патриотическая песня» на слова Долматовского (1943)
- «Песнь о Красной Армии» на слова М. Голодного (1943), совместно с А. Хачатуряном
- «Песня о фонарике» (1942) на слова М. Светлова
- «Чёрное море» на слова С. Алимова и Н. Верховского для баса, мужского хора и фортепиано (1944)
- «Заздравная песня о Родине» на слова И. Уткина для тенора, хора и фортепиано (1944)
- Из еврейской народной поэзии, для сопрано, контральто, тенора и фортепиано, соч. 79 (1948); оркестровая версия — соч. 79а (1964)

1. Плач об умершем младенце
2. Заботливая мама и тетя
3. Колыбельная
4. Перед долгой разлукой
5. Предостережение
6. Брошенный отец
7. Песня о нужде
8. Зима
9. Хорошая жизнь
10. Песня девушки
11. Счастье

- «Наша песня» на слова К. Симонова для баса, хора и фортепиано (1950)
- «Марш сторонников мира» на слова К. Симонова для тенора, хора и фортепиано (1950)
- Два романса на стихи М. Ю. Лермонтова для голоса и фортепиано, соч. 84 (1950)

1. Баллада
2. Утро на Кавказе

- Четыре песни на слова Е. Долматовского для голоса и фортепиано, соч. 86 (1951)

1. Родина слышит (1950)
2. Выручи меня
3. Любит — не любит
4. Колыбельная

- Четыре монолога на стихи А. С. Пушкина, для баса и фортепиано, соч. 91 (1952)

1. Отрывок
2. Что в имени тебе моем?
3. Во глубине сибирских руд
4. Прощание

- Четыре греческие песни (в русских переводах С. Болотина и Т. Сикорской), для голоса и фортепиано (1953)
- Песни наших дней (Пять романсов на стихи Е. Долматовского), для баса и фортепиано, op. 98 (1954)

1. День встреч
2. День признаний
3. День обид
4. День радости
5. День воспоминаний

- «Были поцелуи» на слова Е. Долматовского для голоса и фортепиано (1954)
- Испанские песни (в русских переводах С. Болотина и Т. Сикорской). Обработки народных песен для меццо-сопрано и фортепиано, соч. 100 (1956):

1. Прощай. Гренада
2. Звездочки
3. Первая встреча
4. Ронда
5. Черноокая
6. Сон

- Сатиры («Картинки прошлого»). 5 романсов на слова Саши Чёрного для сопрано и фортепиано, op. 109 (1960)

1. Критику
2. Пробуждение весны
3. Потомки
4. Недоразумение
5. Крейцерова соната

- Сюита из оперы «Катерина Измайлова», для сопрано и оркестра, соч. 114а (1962)
- Пять романсов на слова из журнала «Крокодил» для баса и фортепиано, соч. 121 (1965)

1. Чистосердечное признание (вар.: Собственноручное показание)
2. Трудно исполнимое желание (Я - холост, и мне требуется много денег)
3. Благоразумие[2]
4. Иринка и пастух
5. Чрезмерный восторг

- Предисловие к полному собранию моих сочинений и краткое размышление по поводу этого предисловия, для баса и фортепиано, соч. 123 (1966)
- Семь стихотворений А. А. Блока, для сопрано и фортепианного трио, соч. 127 (1967)

1. Песня Офелии
2. Гамаюн, птица вещая
3. Мы были вместе, помню я
4. Город спит, окутан мглою
5. О, как безумно за окном
6. Разгораются тайные знаки
7. В ночи, когда уснёт тревога

- «Весна, весна» на стихи А. С. Пушкина для баса и фортепиано, соч. 128 (1967)
- Шесть стихотворений Марины Цветаевой. Вокальный цикл для контральто и фортепиано, соч. 143 (1973); оркестровая версия — соч. 143а

1. Мои стихи
2. Откуда такая нежность
3. Диалог Гамлета с совестью
4. Поэт и царь
5. Нет, бил барабан
6. Анне Ахматовой

- Сюита на слова Микеланджело для баса и фортепиано, соч. 145 (1974); оркестровая версия — соч. 145а

1. Истина
2. Утро
3. Любовь
4. Разлука
5. Гнев
6. Данте
7. Изгнаннику
8. Творчество
9. Ночь
10. Смерть
11. Бессмертие[3]

- Четыре стихотворения капитана Лебядкина (из романа Ф. М. Достоевского «Бесы») для баса и фортепиано, соч. 146 (1974)

1. Любовь капитана Лебядкина
2. Таракан
3. Бал в пользу гувернанток
4. Светлая личность

## Для драматического театра
- «Клоп». Музыка к пьесе В. В. Маяковского в постановке В. Э. Мейерхольда, соч. 19 (1929). Премьера — 13 февраля 1929, Москва
- «Выстрел». Музыка к пьесе А. Безыменского, соч. 24. (1929). Премьера — 14 декабря 1929, Ленинград, Театр рабочей молодёжи
- «Целина». Музыка к пьесе А. Горбенко и Н. Львова, соч. 25 (1930); партитура утрачена. Премьера — 9 мая 1930, Ленинград, Театр рабочей молодёжи
- «Правь, Британия». Музыка к пьесе А. Петровского, соч. 28 (1931). Премьера — 9 мая 1931, Ленинград, Театр рабочей молодёжи
- «Условно убитый». Музыка к пьесе В. Воеводина и Е. Рысса, соч. 31 (1931). Премьера — 2 октября 1931, Ленинград, Мюзик-холл. Музыка сохранилась в клавире
- «Гамлет». Музыка к трагедии У. Шекспира, соч. 32 (1931—1932). Премьера — 19 мая 1932, Москва, Театр им. Вахтангова
- «Человеческая комедия». Музыка к пьесе П. Сухотина по мотивам романов О. де Бальзака, соч. 37 (1933—1934). Премьера — 1 апреля 1934, Москва, Театр им. Вахтангова
- «Салют, Испания!» Музыка к пьесе А. Афиногенова, соч. 44 (1936). Премьера — 23 ноября 1936, Ленинград, Театр драмы им. Пушкина
- «Король Лир». Музыка к трагедии У. Шекспира, соч. 58а (1941). Премьера — 24 марта 1941, Ленинград
- «Отчизна». Музыка к спектаклю, соч. 63 (1942). Премьера — 7 ноября 1942, Москва, Центральный клуб имени Дзержинского
- «Русская река». Музыка к спектаклю, соч. 66 (1944). Премьера — 17 апреля 1944, Москва, Центральный клуб имени Дзержинского
- «Весна победная». Две песни к спектаклю на стихи М. Светлова, соч. 72 (1946). Премьера — 8 мая 1946, Москва, Центральный клуб имени Дзержинского

1. Фонарики (для тенора с оркестром)
2. Колыбельная (для сопрано и женского хора с оркестром)

- «Гамлет». Музыка к трагедии У. Шекспира (1954). Премьера — 31 марта 1954, Ленинград, Театр драмы им. Пушкина

## Для кино
1. «Броненосец „Потёмкин“» (1925, автор музыки к редакции 1976 года)
2. «Октябрь» (1927, автор музыки к редакции 1967 года)
3. «Новый Вавилон» (немой фильм; режиссёры Г. Козинцев и Л. Трауберг), соч. 18 (1928—1929)
4. «Одна» (режиссёры Г. Козинцев и Л. Трауберг), соч. 26 (1930—1931)
5. «Златые горы» (режиссёр С. Юткевич), соч. 30 (1931)
6. «Встречный» (режиссёры Ф. Эрмлер и С. Юткевич), соч. 33 (1932)
7. «Любовь и ненависть» (режиссёр А. Гендельштейн), соч. 38 (1935)
8. «Юность Максима» (режиссёры Г. Козинцев и Л. Трауберг), соч. 41 (1934)
9. «Подруги» (режиссёр Л. Арнштам), соч. 41а (1934—1935)
10. «Возвращение Максима» (режиссёры Г. Козинцев и Л. Трауберг), соч. 45 (1936—1937)
11. «Волочаевские дни» (режиссёры Г. и С. Васильевы), соч. 48 (1936—1937)
12. «Выборгская сторона» (режиссёры Г. Козинцев и Л. Трауберг), соч. 50 (1938)
13. «Друзья» (режиссёр Л. Арнштам), соч. 51 (1938)
14. «Великий гражданин» (режиссёр Ф. Эрмлер), соч. 52 (1 серия, 1937) и 55 (2 серия, 1938—1939)
15. «Человек с ружьём» (режиссёр С. Юткевич), соч. 53 (1938)
16. «Глупый мышонок» / «Сказка о глупом мышонке» (мультфильм; режиссёр М. Цехановский), соч. 56 (1939). Музыка сохранилась в клавире
17. «Приключения Корзинкиной» (режиссёр К. Минц), соч. 59 (1940—1941)
18. «Зоя» (режиссёр Л. Арнштам), соч. 64 (1944)
19. «Простые люди» (режиссёры Г. Козинцев и Л. Трауберг), соч. 71 (1945)
20. «Молодая гвардия» (режиссёр С. Герасимов), соч. 75 (1947—1948)
21. «Пирогов» (режиссёр Г. Козинцев), соч. 76 (1947)
22. «Мичурин» (режиссёр А. Довженко), соч. 78 (1948)
23. «Встреча на Эльбе» (режиссёр Г. Александров), соч. 80 (1948)
24. «Падение Берлина» (режиссёр М. Чиаурели), соч. 82 (1949)
25. «Белинский» (режиссёр Г. Козинцев), соч. 85 (1950)
26. «Незабываемый 1919-й» (режиссёр М. Чиаурели), соч. 89 (1951)
27. «Песня великих рек» (режиссёр Я. Ивенс), соч. 95 (1954)
28. «Овод» (режиссёр А. Файнциммер), соч. 97 (1955)
29. «Первый эшелон» (режиссёр М. Калатозов), соч. 99 (1955—1956)
30. «Пять дней — пять ночей» (режиссёр Л. Арнштам), соч. 111 (1960)
31. «Черёмушки» (по оперетте «Москва, Черёмушки»; режиссёр Г. Раппапорт) (1962)
32. «Гамлет» (режиссёр Г. Козинцев), соч. 116 (1963—1964)
33. «Год как жизнь» (режиссёр Г. Рошаль), соч. 120 (1965)
34. «Катерина Измайлова» (по опере; режиссёр М. Шапиро) (1966)
35. «Софья Перовская» (режиссёр Л. Арнштам), соч. 132 (1967)
36. «Король Лир» (режиссёр Г. Козинцев), соч. 137 (1970)
37. «Посланники вечности» (1970)
38. «В четверг и больше никогда» (1977)

## Совместные сочинения
- Одноактная опера «Скрипка Ротшильда». Музыка сочинена В. Флейшманом, дописана и оркестрована Шостаковичем 1939—1944[4]

## Оркестровки чужих сочинений
- Н. А. Римский-Корсаков ― «Я в гроте ждал» (1921)
- В. Юманс ― «Tea for two» (оркестровано под названием «Таити трот»; 1927), соч. 16
- Две пьесы Д. Скарлатти (для духового оркестра; 1928), соч. 17
- П. Дегейтер ― Интернационал (1937)
- М. П. Мусоргский ― опера «Борис Годунов» (1939―1940), соч. 58
- М. П. Мусоргский ― Песня Мефистофеля в погребке Ауэрбаха («Песня о блохе»; 1940)
- И. Штраус ― полька «Весёлый поезд» (1941)
- Двадцать семь романсов и песен (1941)
- Восемь английских и американских народных песен (в переводе С. Маршака, С. Болотина, Т. Сикорской) для баса и оркестра (1943)
- М. П. Мусоргский ― опера «Хованщина» (1958―1959), соч. 106
- М. П. Мусоргский ― «Песни и пляски смерти» (1962)
- А. Давиденко ― два хора, соч. 124 (1963)
- Р. Шуман ― концерт для виолончели с оркестром, соч. 125 (1963)
- Б. И. Тищенко — концерт для виолончели с оркестром № 1 (1969)
- Л. ван Бетховен — «Песня о блохе» (ор. 75 № 3; 1975)

## Неоконченные и/или утраченные
- Большая молния. Комическая опера на либретто Николая Асеева (1931—1932), не окончена. Фрагменты впервые исполнены в Большом зале Ленинградской филармонии 11 февраля 1981.
- Оранго. Комическая опера на либретто Александра Старчакова и А. Н. Толстого (сохранились эскизы Пролога, 1932). Редакции: В. А. Екимовский (для фортепиано), Джерард Макбёрни (для оркестра)
- Сказка о попе и работнике его Балде, музыка к мультфильму (1934). Сохранилась фрагментарно. Редакции: Г. Н. Рождественский (1980), В. Д. Биберган (2005).
- Игроки. Опера по одноимённой пьесе Н. В. Гоголя (1941—1942), не окончена. Редакции: Г. Н. Рождественский, К. Мейер. Премьера оперы в редакции Рождественского: Ленинград, БЗФ, 18 сентября 1978. Премьера оперы в редакции Мейера — 12 июня 1983, Вупперталь. Первая постановка в Москве — 24 января 1990, Камерный музыкальный театр.
- Три пьесы для скрипки (1940)
- Три пьесы для виолончели и фортепиано, соч. 9 (1923―1924)
- Траурный марш памяти жертв революции, для фп.
- От Карла Маркса до наших дней. Симфоническая поэма на слова Н. Асеева для голосов соло, хора и оркестра (1932)
- Восемь прелюдий для фп., соч. 2 (1918―1920), не опубликованы
- Менуэт, прелюдия и интермеццо (1919—1920), не окончены
- Мурзилка, для фп.
- Moderato для виолончели и фортепиано (1930-е)

## Редакции и аранжировки сочинений Шостаковича
- Сюита из музыки к фильмам о Максиме (хор и оркестр; аранжировка Л. Атовмяна), соч. 50а (1961)
- Сюита из музыки к фильму «Зоя» (с хором; аранжировка Л. Атовмяна), соч. 64а (1944)
- Сюита из музыки к фильму «Молодая гвардия» (аранжировка Л. Атовмяна), соч. 75а (1951)
- Сюита из музыки к фильму «Пирогов» (аранжировка Л. Атовмяна), соч. 76а (1951)
- Сюита из музыки к фильму «Мичурин» (аранжировка Л. Атовмяна), соч. 78а (1964)
- Сюита из музыки к фильму «Встреча на Эльбе» (голоса и оркестр; аранжировка Л. Атовмяна), соч. 80а (1948)
- Сюита из музыки к фильму «Падение Берлина» (с хором; аранжировка Л. Атовмяна), соч. 82а (1950)
- Балетная сюита № 1 (1949)
- Сюита из музыки к фильму «Белинский» (с хором; аранжировка Л. Атовмяна), соч. 85а (1960)
- Сюита из музыки к фильму «Незабываемый 1919-й» (аранжировка Л. Атовмяна), соч. 89а (1952)
- Сюита из музыки к фильму «Овод» (аранжировка Л. Атовмяна), соч. 97а (1956)
- Сюита из музыки к фильму «Первый эшелон» (с хором; аранжировка Л. Атовмяна), соч. 99а (1956)
- «Новороссийские куранты» (1960)
- Сюита из музыки к фильму «Пять дней — пять ночей» (аранжировка Л. Атовмяна), соч. 111а (1961)
- Сюита из музыки к фильму «Гамлет» (аранжировка Л. Атовмяна), соч. 116а (1964)
- Сюита из музыки к фильму «Год как жизнь» (аранжировка Л. Атовмяна), соч. 120а (1969)
- Сюита № 1 для джаз-оркестра (1934; редакция Г. Н. Рождественского)
- Сюита № 2 для джаз-оркестра (1938; закончена и оркестрована Дж. Макбёрни)
- Сказка о глупом мышонке. Музыкально-театральная композиция на основе музыки Шостаковича к мультфильму (op. 56; 1939) Бориса Тилеса (оркестровка, редакция). Премьера: Ленинград, 1979.